# Kian Kavousi
Kian Kavousi (Alemania, siglo XX) es un actor, guionista, productor y director alemán conocido por su papel en el apóstol Santiago el Mayor en la serie histórica The Chosen (2019).

## Biografía
Kian nació y creció en Alemania. Durante su juventud aprendió a tocar el piano. Su madre le insistió en que viera el mundo, y durante sus vacaciones Kian se marchaba con ella a diferentes partes del mundo. Después de su graduación, trabajó durante un año como voluntario en una institución para ancianos y niños en el norte del estado de Nueva York. Más tarde, regresó a Alemania, donde realizó sus estudios universitarios en la Universidad de Heidelberg y concluyó su licenciatura en Estudios de Interpretación y Traducción. Completó su formación académica con una maestría en Relaciones Internacionales de la Universidad de Bristol (Reino Unido).
Actuó en obras de teatro de la escuela o montando espectáculos con el dinero que había ahorrado durante el verano. Incluyó a sus amigos en clips cortos y películas, imitando programas de juegos y creando videos musicales con cámaras que sólo podían grabar durante quince minutos aproximadamente. Años más tarde, trabajó en espectáculos fuera de Broadway y en proyectos cinematográficos en Los Ángeles. Se mudó a Nueva York, desde donde ha intervenido en diversos largometrajes como: Primer nieto (1st Born, 2019), Sarah Is Not Her Name (2016), Miles (2016), y cortometrajes como: The Last Chance (2018) y The Big Apple (2021).
Además, escribe, produce y dirige películas. Debutó como director con la película New York, I Love You? (Estados Unidos, 2017).
Kavousi se hizo conocido por un público internacional más amplio a través de su interpretación del apóstol Santiago el Mayor en la serie The Chosen.
Kian sufrió un accidente automovilístico que lo dejó con lesiones importantes. El incidente ocurrió antes del rodaje de la segunda temporada. El accidente fue lo suficientemente grave como para requerir un período de recuperación, lo que llevó a la decisión de cambiar el papel de Santiago el Mayor para la continuación de la serie. Los creadores de la serie y la comunidad de aficionados mostraron su apoyo a Kavousi durante su recuperación, y el recasting se hizo con su aprobación. El papel del apóstol Santiago el Mayor fue asumido por el actor Abe Martell. El accidente de Kavousi y el posterior recasting fueron abordados por el creador del programa, Dallas Jenkins, quien explicó la situación en un mensaje de video a los aficionados de la serie, asegurando la transparencia y manteniendo la atmósfera por la que The Chosen es conocida entre los espectadores.